# 三島神社 (南伊豆町下小野)
三島神社（みしまじんじゃ）は、静岡県賀茂郡南伊豆町下小野（しもおの）にある神社。

## 概要
南伊豆町の北部、青野川上流の下小野（しもおの）地区の県道121号沿いの北方山麓に鎮座している。
創建は不詳だが、式内社である阿米都加多比咩命神社（あめつかたひめのみことじんじゃ）に比定され、『伊豆国神階帳』にも「従四位上 あめつかた姫の明神」と記されている古社である。
明治6年（1873年）に郷社に列する。

## 祭神
- 阿米都加多比咩命（あめつかたひめのみこと）